# Elecciones generales del Reino Unido de 1935
Las elecciones generales del Reino Unido de 1935 se celebraron el jueves 14 de noviembre. Resultaron en una segunda victoria arrolladora (aunque reducida) para el Gobierno Nacional, dirigido por Stanley Baldwin del Partido Conservador, después de la renuncia de Ramsay MacDonald debido a problemas de salud a principios de ese año. Es la elección general británica más reciente en la que algún partido o alianza de partidos ha ganado la mayoría del voto popular.
Al igual que en 1931, el Gobierno Nacional fue una coalición de los conservadores con pequeñas facciones disidentes de los partidos Laborista y Liberal, y el grupo hizo campaña juntos bajo un manifiesto compartido con una plataforma de continuar su labor para abordar las crisis económicas provocadas por la Gran Depresión. El gobierno reelegido estuvo nuevamente dominado por los conservadores, pero, mientras que los liberales nacionales se mantuvieron relativamente estables en términos de porcentaje de votos y escaños, los laboristas nacionales perdieron la mayoría de sus escaños, incluido el del líder Ramsay MacDonald.
El Partido Laborista, bajo lo que entonces se consideraba internamente como el liderazgo interino de Clement Attlee, fue el principal beneficiario del giro contra los conservadores y los laboristas nacionales. El partido logró su mejor resultado hasta entonces en términos de porcentaje del voto popular, y recuperó alrededor de la mitad de los escaños que había perdido en la elección anterior. Los liberales, que se habían separado del Gobierno Nacional por el tema del libre comercio, continuaron su declive, perdiendo más de la mitad de sus escaños (incluido el del líder Herbert Samuel).
Las elecciones marcaron el inicio de era bipartidista dominada por los conservadores y los laboristas, que duraría hasta el resurgimiento de los liberales en la década de 1970 bajo Jeremy Thorpe. También fue la primera elección desde 1895 en la que el Partido Laborista Independiente se presentó por separado del Partido Laborista, habiéndose desafiliado en 1932. En Escocia, fue la primera elección general en la que participó el Partido Nacional Escocés, y el Partido Comunista ganó su primer escaño en diez años.
Debido al estallido de la Segunda Guerra Mundial en 1939, la siguiente elección general no se celebró hasta 1945. También fue la última elección que se celebró durante el reinado de Jorge V, quien falleció en enero de 1936.

## Resultados
|  | 47.8 % |

|  | 3.7 % |

|  | 1.5 % |

|  | 0.3 % |

|  | 53.3 % |

|  | 38.0 % |

|  | 6.7 % |

|  | 0.7 % |

|  | 0.3 % |

|  | 0.2 % |

|  | 0.2 % |

|  | 0.1 % |

|  | 0.1 % |